# Seminário de Vilar
O edifício do Seminário de Vilar serviu de sede ao Mosteiro da Visitação de Santa Maria e respectivo colégio (o Colégio da Visitação), criado no Porto em finais do século XIX, por inciativa da Marquesa de Monfalim, que habitava o Palácio dos Terenas, ali perto, no que foi secundada pelas condessas de Resende, de Pangim, do Bolhão e de Samodães e outras senhoras da melhor sociedade da época.
Com a implantação da República, em 1910, e na sequência da lei da separação, as religiosas viram-se obrigadas a abandonar a casa, que em 1922 foi comprada por D. António Barbosa Leão para ali instalar um seminário. O edifício do seminário, ao tempo o Colégio da Visitação, foi ampliado sob a direcção do célebre padre Himalaia, que se chamava Manuel António Gomes e tinha aquele apelido devido à sua altura. Foi uma notável figura com uma grande paixão pelas Ciências. A igreja do seminário, a terceira mais importante de Massarelos, é da invocação do Sagrado Coração de Jesus.

## Fonte
- «Paróquia do Santíssimo Sacramento»